# Doris Neuner
Doris Neuner (n. 10 mai 1971, Innsbruck, Austria) este o sportivă ce a reprezentat Austria, medaliată olimpică. A participat la 2 ediții ale Jocurilor Olimpice (1992, 1994) în care a câștigat o medalie de aur.